# Finales NBA 1978
Navigation
Finales 1977 Finales 1979
Les finales NBA 1978 sont la dernière série de matchs de la saison 1977-1978 de la NBA et la conclusion des séries éliminatoires (playoffs) de la saison. Le champion de la Conférence Est, les Bullets de Washington rencontrent le champion de la Conférence Ouest les  SuperSonics de Seattle. Les Bullets l'emportent quatre victoires à trois et empochent leur premier titre et Wes Unseld est nommé MVP des Finales (meilleur joueur des finales).

## Contexte

### SuperSonics de Seattle
Les SuperSonics ont connu un début de saison décevant, avec un bilan de 5 à 17 pour commencer la saison. Bob Hopkins, qui a remplacé l'ancien pivot des Celtics de Boston, Bill Russell, en tant qu'entraîneur, a été licencié et Lenny Wilkens est revenu pour une deuxième période de service. Les SuperSonics étaient menés par le pivot Jack Sikma, les ailiers Fred Brown, Paul Silas et John Johnson, et les meneurs Dennis Johnson et Gus Williams. L'expérience de Wilkens fut un facteur clé, les SuperSonics ont inversé leur tendance, terminant avec 47 victoires et la quatrième place dans la conférence Ouest. En playoffs, ils ont vaincu les Lakers de Los Angeles en trois matchs, puis bouleversé le champion en titre, et favori, les Trail Blazers de Portland en six matchs, avant d'avancer vers les finales NBA en battant les Nuggets de Denver.

### Bullets de Washington
La franchise des Bullets de Washington a déjà participé aux finales à deux reprises dans les années 1970, mais a été balayée à ces deux occasions, d'abord par les Bucks de Milwaukee en 1971, alors qu'ils étaient encore à Baltimore, puis par les Warriors de Golden State en 1975. Les Bullets ont gardé une partie de l'effectif de cette équipe de 1975, y compris les All-Stars Wes Unseld et Elvin Hayes. Les Bullets ont connu des blessures au cours de la saison, mais ont réussi à terminer avec 44 victoires, donnant la troisième place de la conférence Est. En playoffs, les Bullets ont éliminé les Hawks d'Atlanta dans une série de deux matchs au premier tour, puis ont évincé les Spurs de San Antonio en six matchs, avant de venir à bout des 76ers de Philadelphie pour atteindre les Finales NBA.

## Classements de la saison régulière
| Champion de division | Qualifié pour les playoffs | Non qualifié pour les playoffs |

| Conférence Est | Conférence Est              | Conférence Est | Conférence Est | Conférence Est |
| No             | Franchise                   | Vic.           | Déf.           | PCT            |
| -------------- | --------------------------- | -------------- | -------------- | -------------- |
| 1              | 76ers de Philadelphie       | 55             | 27             | 67.1           |
| 2              | Spurs de San Antonio        | 52             | 30             | 63.4           |
| 3              | Bullets de Washington C     | 44             | 38             | 53.7           |
| 4              | Cavaliers de Cleveland      | 43             | 39             | 52.4           |
| 5              | Knicks de New York          | 43             | 39             | 52.4           |
| 6              | Hawks d'Atlanta             | 41             | 41             | 50.0           |
|                |                             |                |                |                |
| 7              | Jazz de La Nouvelle-Orléans | 39             | 43             | 47.6           |
| 8              | Celtics de Boston           | 32             | 50             | 39.0           |
| 9              | Rockets de Houston          | 28             | 54             | 34.1           |
| 10             | Braves de Buffalo           | 27             | 55             | 32.9           |
| 11             | Nets de New York            | 24             | 58             | 29.3           |

| Conférence Ouest | Conférence Ouest          | Conférence Ouest | Conférence Ouest | Conférence Ouest |
| No               | Franchise                 | Vic.             | Déf.             | PCT              |
| ---------------- | ------------------------- | ---------------- | ---------------- | ---------------- |
| 1                | Trail Blazers de Portland | 58               | 24               | 70.7             |
| 2                | Nuggets de Denver         | 48               | 34               | 58.5             |
| 3                | Suns de Phoenix           | 49               | 33               | 59.8             |
| 4                | SuperSonics de Seattle    | 47               | 35               | 57.3             |
| 5                | Lakers de Los Angeles     | 45               | 37               | 54.9             |
| 6                | Bucks de Milwaukee        | 44               | 38               | 53.7             |
|                  |                           |                  |                  |                  |
| 7                | Warriors de Golden State  | 43               | 39               | 52.4             |
| 8                | Bulls de Chicago          | 40               | 42               | 48.8             |
| 9                | Pistons de Détroit        | 38               | 44               | 46.3             |
| 10               | Pacers de l'Indiana       | 31               | 51               | 37.8             |
| 11               | Kings de Kansas City      | 31               | 51               | 37.8             |

C - Champions NBA

### Tableau des playoffs
|  | Premier tour     | Premier tour           | Premier tour              |                        |                       | Demi-finales de Conférence | Demi-finales de Conférence | Demi-finales de Conférence |  |   | Finales de Conférence  | Finales de Conférence | Finales de Conférence |   |  | Finales NBA | Finales NBA | Finales NBA |
|  |                  |                        |                           |                        |                       |                            |                            |                            |  |   |                        |                       |                       |   |  |             |             |             |
|  |                  |                        |                           |                        |                       |                            |                            |                            |  |   |                        |                       |                       |   |  |             |             |             |
|  |                  | 1                      | 76ers de Philadelphie     | 4                      |                       |                            |                            |                            |  |   |                        |                       |                       |   |  |             |             |             |
|  |                  |                        |                           | 4                      |                       |                            |                            |                            |  |   |                        |                       |                       |   |  |             |             |             |
|  |                  |                        | 5                         | Knicks de New York     | 0                     |                            |                            |                            |  |   |                        |                       |                       |   |  |             |             |             |
|  | 4                | Cavaliers de Cleveland | 5                         | Knicks de New York     | 0                     | 0                          |                            |                            |  |   |                        |                       |                       |   |  |             |             |             |
|  | 4                | Cavaliers de Cleveland |                           |                        |                       | 0                          |                            |                            |  |   |                        |                       |                       |   |  |             |             |             |
|  | 5                | Knicks de New York     | 2                         |                        |                       |                            |                            |                            |  |   |                        |                       |                       |   |  |             |             |             |
|  | 5                | Knicks de New York     | 2                         |                        |                       |                            |                            |                            |  | 1 | 76ers de Philadelphie  | 2                     |                       |   |  |             |             |             |
|  | Conférence Est   |                        |                           |                        |                       |                            |                            |                            |  | 1 | 76ers de Philadelphie  | 2                     |                       |   |  |             |             |             |
|  |                  | 3                      | Bullets de Washington     | 4                      |                       |                            |                            |                            |  |   |                        |                       |                       |   |  |             |             |             |
|  | 3                | 3                      | Bullets de Washington     | 4                      | Bullets de Washington | 2                          |                            |                            |  |   |                        |                       |                       |   |  |             |             |             |
|  | 3                |                        |                           |                        | Bullets de Washington | 2                          |                            |                            |  |   |                        |                       |                       |   |  |             |             |             |
|  | 6                | Hawks d'Atlanta        | 0                         |                        |                       |                            |                            |                            |  |   |                        |                       |                       |   |  |             |             |             |
|  | 6                | Hawks d'Atlanta        | 0                         |                        | 3                     | Bullets de Washington      | 4                          |                            |  |   |                        |                       |                       |   |  |             |             |             |
|  |                  |                        |                           |                        | 3                     | Bullets de Washington      | 4                          |                            |  |   |                        |                       |                       |   |  |             |             |             |
|  |                  |                        | 2                         | Spurs de San Antonio   | 2                     |                            |                            |                            |  |   |                        |                       |                       |   |  |             |             |             |
|  |                  |                        | 2                         | Spurs de San Antonio   | 2                     |                            |                            |                            |  |   |                        |                       |                       |   |  |             |             |             |
|  |                  |                        |                           |                        |                       |                            |                            |                            |  |   |                        |                       |                       |   |  |             |             |             |
|  |                  |                        |                           |                        |                       |                            |                            |                            |  |   |                        |                       |                       |   |  |             |             |             |
|  |                  |                        |                           |                        |                       |                            |                            |                            |  |   |                        | E3                    | Bullets de Washington | 4 |  |             |             |             |
|  |                  |                        |                           |                        |                       |                            |                            |                            |  |   |                        |                       |                       |   |  |             |             |             |
|  |                  | O4                     | SuperSonics de Seattle    | 3                      |                       |                            |                            |                            |  |   |                        |                       |                       |   |  |             |             |             |
|  |                  | O4                     | SuperSonics de Seattle    | 3                      |                       |                            |                            |                            |  |   |                        |                       |                       |   |  |             |             |             |
|  |                  |                        |                           |                        |                       |                            |                            |                            |  |   |                        |                       |                       |   |  |             |             |             |
|  |                  |                        |                           |                        |                       |                            |                            |                            |  |   |                        |                       |                       |   |  |             |             |             |
|  |                  | 1                      | Trail Blazers de Portland | 2                      |                       |                            |                            |                            |  |   |                        |                       |                       |   |  |             |             |             |
|  |                  |                        |                           | 2                      |                       |                            |                            |                            |  |   |                        |                       |                       |   |  |             |             |             |
|  |                  |                        | 4                         | SuperSonics de Seattle | 4                     |                            |                            |                            |  |   |                        |                       |                       |   |  |             |             |             |
|  | 4                | SuperSonics de Seattle | 4                         | SuperSonics de Seattle | 4                     | 2                          |                            |                            |  |   |                        |                       |                       |   |  |             |             |             |
|  | 4                | SuperSonics de Seattle |                           |                        |                       | 2                          |                            |                            |  |   |                        |                       |                       |   |  |             |             |             |
|  | 5                | Lakers de Los Angeles  | 1                         |                        |                       |                            |                            |                            |  |   |                        |                       |                       |   |  |             |             |             |
|  | 5                | Lakers de Los Angeles  | 1                         |                        |                       |                            |                            |                            |  | 4 | SuperSonics de Seattle | 4                     |                       |   |  |             |             |             |
|  | Conférence Ouest |                        |                           |                        |                       |                            |                            |                            |  | 4 | SuperSonics de Seattle | 4                     |                       |   |  |             |             |             |
|  |                  | 2                      | Nuggets de Denver         | 2                      |                       |                            |                            |                            |  |   |                        |                       |                       |   |  |             |             |             |
|  | 3                | 2                      | Nuggets de Denver         | 2                      | Suns de Phoenix       | 1                          |                            |                            |  |   |                        |                       |                       |   |  |             |             |             |
|  | 3                |                        |                           |                        | Suns de Phoenix       | 1                          |                            |                            |  |   |                        |                       |                       |   |  |             |             |             |
|  | 6                | Bucks de Milwaukee     | 2                         |                        |                       |                            |                            |                            |  |   |                        |                       |                       |   |  |             |             |             |
|  | 6                | Bucks de Milwaukee     | 2                         |                        | 6                     | Bucks de Milwaukee         | 3                          |                            |  |   |                        |                       |                       |   |  |             |             |             |
|  |                  |                        |                           |                        | 6                     | Bucks de Milwaukee         | 3                          |                            |  |   |                        |                       |                       |   |  |             |             |             |
|  |                  |                        | 2                         | Nuggets de Denver      | 4                     |                            |                            |                            |  |   |                        |                       |                       |   |  |             |             |             |
|  |                  |                        | 2                         | Nuggets de Denver      | 4                     |                            |                            |                            |  |   |                        |                       |                       |   |  |             |             |             |
|  |                  |                        |                           |                        |                       |                            |                            |                            |  |   |                        |                       |                       |   |  |             |             |             |

## Effectifs

### Bullets de Washington
| Effectif des Bullets de Washington 1977-1978 |
| --- |
| 10 Bob Dandridge • 11 Elvin Hayes • 14 Tom Henderson • 15 Charles Johnson • 20 Phil Walker • 25 Mitch Kupchak • 32 Larry Wright • 35 Kevin Grevey • 41 Wes Unseld (MVP Finales) • 42 Greg Ballard • 44 Joe Pace • 45 Phil Chenier Entraîneur : Dick Motta Entraîneur adjoint : Bernie Bickerstaff |

### SuperSonics de Seattle
| Effectif des SuperSonics de Seattle 1977-1978 |
| --- |
| 1 Gus Williams • 10 Joe Hassett • 24 Dennis Johnson • 27 John Johnson • 30 Al Fleming • 32 Fred Brown • 35 Paul Silas • 40 Marvin Webster • 42 Wally Walker • 43 Jack Sikma • 45 Bruce Seals Entraîneur : Lenny Wilkens |

## Résumé de la finale NBA
| Match  | Date   | Équipe à domicile | Résultat     | Équipe extérieure |
| ------ | ------ | ----------------- | ------------ | ----------------- |
| Game 1 | 21 mai | Seattle           | 106–102      | Washington        |
| Game 2 | 25 mai | Washington        | 106–98       | Seattle           |
| Game 3 | 28 mai | Washington        | 92–93        | Seattle           |
| Game 4 | 30 mai | Seattle           | 116–120 (OT) | Washington        |
| Game 5 | 2 juin | Seattle           | 98–94        | Washington        |
| Game 6 | 4 juin | Washington        | 117–82       | Seattle           |
| Game 7 | 7 juin | Seattle           | 99–105       | Washington        |